# Ba Vân
Ba Vân (3 tháng 5 năm 1908 – 24 tháng 8 năm 1988), còn gọi là Quái kiệt Ba Vân, là một nghệ sĩ cải lương người Việt Nam.

## Tiểu sử và sự nghiệp
Ông tên thật Lê Long Vân sinh ngày 3 tháng 5 năm 1908 ở làng An Bình Đông, An Đức, Ba Tri, Bến Tre. Ông sinh ra trong một gia đình đông anh em, từ nhỏ đã được mời thầy về dạy nhạc. Ông được học đánh trống, đánh đồ ngang, chọi bạc, đàn tranh và đàn kìm. Do có chất giọng thanh, trong nên được thầy chú ý. Sau một thời gian học với thầy, năm 1917, ông đã đi hát cho các đám tiệc trong làng. Em trai ông là nghệ sĩ Tám Vân.
Năm 1920, ông theo nhóm hát Kiều Vân Tiên. Những năm sau đó, ông gia nhập gánh Tái Đồng Ban, rồi gánh Tân Hí, Đồng Thinh và Nghĩa Hiệp Ban. Từ năm 1927 đến năm 1929, ông gia nhập gánh Quảng Lạc ở Hà Nội.
Trong những năm 1937 – 1939, tài năng của ông bắt đầu nở rộ khi ông gia nhập gánh Đại Phước Cương ra mắt ở Hà Nội. Ông lưu diễn ở miền Bắc 7 lần từ năm 1927 đến 1950, Từ năm 1950 đến 1975, ông sống ở Sài Gòn và tiếp tục đóng góp cho sân khấu cải lương miền Nam. Ông là một trong những bậc thầy về khả năng diễn hài, và được gọi là một trong những quái kiệt về hài của sân khấu miền Nam.
Sau năm 1975, ông tiếp tục hoạt động nghệ thuật sôi nổi. Lần lưu diễn thứ 8 của ông ở Hà Nội là vào năm 1977, khi đoàn Sài Gòn được mời ra thủ đô tham gia hội diễn mừng đất nước thống nhất.
Ba Vân là một trong những cây đại thụ của nghệ thuật sân khấu cải lương cùng với Phùng Há, Bảy Nhiêu, Năm Châu, Tám Danh và Ba Du. Tài năng của ông không chỉ ở các vai hài, mà còn ở khả năng diễn xuất đa dạng, tài tình với các vai hề, lão, độc, văn, võ... Những vở diễn thành công của ông là Men rượu hương tình, Vó ngựa truy phong, Khi người điên biết yêu và Người ven đô. Ngoài ra ông còn đóng trong một số bộ phim như Lan và Điệp (1973), Con ma nhà họ Hứa (1973), Sợ vợ mới anh hùng (1974) và Năm vua hề về làng (1975).
Năm 1984, ông được phong tặng danh hiệu Nghệ sĩ nhân dân đợt 1. Ông qua đời tại Thành phố Hồ Chí Minh vào ngày 24 tháng 8 năm 1988, được chôn cất tại Nghĩa trang Chùa Nghệ Sĩ.